# Virsliga 2006
La Virsliga 2006 fue la 16.ª edición del torneo de fútbol más importante de Letonia desde su independencia de la Unión Soviética y que contó con la participación de ocho equipos.
El FK Ventspils logra su primer título de liga.

## Clasificación
| Pos. | Equipo             | Pts. | PJ | G  | E | P  | GF | GC | Dif. | Clasificación o descenso                      |
| ---- | ------------------ | ---- | -- | -- | - | -- | -- | -- | ---- | --------------------------------------------- |
| 1    | Ventspils (C)      | 62   | 28 | 19 | 5 | 4  | 48 | 23 | +25  | Primera Ronda Clasificatoria Champions League |
| 2    | Liepājas Metalurgs | 60   | 28 | 18 | 6 | 4  | 66 | 20 | +46  | Primera Ronda Clasificatoria UEFA Cup         |
| 3    | Skonto             | 54   | 28 | 16 | 6 | 6  | 55 | 21 | +34  | Primera Ronda Clasificatoria UEFA Cup         |
| 4    | Dinaburg           | 41   | 28 | 12 | 5 | 11 | 33 | 38 | −5   | Primera Ronda Intertoto Cup                   |
| 5    | Ditton             | 38   | 28 | 10 | 8 | 10 | 33 | 31 | +2   |                                               |
| 6    | Jūrmala            | 37   | 28 | 11 | 4 | 13 | 36 | 36 | 0    |                                               |
| 7    | Rīga (G)           | 22   | 28 | 6  | 4 | 18 | 21 | 57 | −36  | Playoff de Descenso                           |
| 8    | Dižvanagi (D)      | 2    | 28 | 0  | 2 | 26 | 11 | 77 | −66  | Descenso a la Primera Liga de Letonia         |

 Fuente: 

## Resultados
| Local \ Visitante  | DIN | DIT | DIŽ | JŪR | MET | RĪG | SKO | VEN |
| ------------------ | --- | --- | --- | --- | --- | --- | --- | --- |
| Dinaburg           |     | 1–3 | 2–1 | 1–1 | 0–2 | 1–0 | 0–2 | 2–1 |
| Ditton             | 1–1 |     | 1–0 | 2–1 | 2–0 | 3–1 | 1–1 | 0–1 |
| Dižvanagi          | 1–3 | 0–3 |     | 0–1 | 0–0 | 0–0 | 0–2 | 0–3 |
| Jūrmala            | 1–0 | 0–1 | 2–1 |     | 1–1 | 3–0 | 0–1 | 1–1 |
| Liepājas Metalurgs | 1–1 | 0–0 | 6–1 | 3–2 |     | 5–0 | 2–1 | 0–1 |
| Rīga               | 0–0 | 0–0 | 1–0 | 2–1 | 0–4 |     | 1–4 | 0–1 |
| Skonto             | 2–0 | 0–0 | 6–0 | 2–0 | 0–0 | 5–1 |     | 1–1 |
| Ventspils          | 3–2 | 2–1 | 7–1 | 1–0 | 1–1 | 1–0 | 1–0 |     |

| Local \ Visitante  | DIN | DIT | DIŽ | JŪR | MET | RĪG | SKO | VEN |
| ------------------ | --- | --- | --- | --- | --- | --- | --- | --- |
| Dinaburg           |     | 1–0 | 2–0 | 0–1 | 1–2 | 2–0 | 0–6 | 3–3 |
| Ditton             | 2–4 |     | 2–1 | 0–0 | 1–2 | 0–1 | 0–2 | 0–1 |
| Dižvanagi          | 0–2 | 0–1 |     | 1–3 | 0–2 | 2–5 | 0–1 | 1–3 |
| Jūrmala            | 0–1 | 6–1 | 3–0 |     | 1–0 | 2–1 | 1–2 | 1–2 |
| Liepājas Metalurgs | 2–0 | 2–1 | 6–0 | 7–1 |     | 3–1 | 3–1 | 4–0 |
| Rīga               | 0–1 | 0–4 | 3–1 | 2–0 | 0–5 |     | 1–2 | 0–2 |
| Skonto             | 0–2 | 2–2 | 6–0 | 3–1 | 2–1 | 1–1 |     | 0–1 |
| Ventspils          | 3–0 | 1–1 | 1–0 | 0–2 | 1–2 | 4–0 | 1–0 |     |

## Playoff de Descenso
Los partidos se jugaron el 9 y el 12 de noviembre de 2006.
| Equipo 1 | Agr. | Equipo 2 | Ida | Vuelta |
| -------- | ---- | -------- | --- | ------ |
| Rīga     | 5–0  | Valmiera | 3–0 | 2–0    |

## Goleadores
| # | Nombre           | Club                  | Goles |
| - | ---------------- | --------------------- | ----- |
| 1 | Mihails Miholaps | Skonto FC             | 15    |
| 2 | Ģirts Karlsons   | FK Liepājas Metalurgs | 13    |
| 3 | Jurģis Kalns     | Jūrmala               | 12    |
| 4 | Kristaps Grebis  | FK Liepājas Metalurgs | 11    |
| 4 | Darius Miceika   | FK Liepājas Metalurgs | 11    |

## Premios
| Mejor        | Nombre             | Club                  |
| ------------ | ------------------ | --------------------- |
| ARQ          | Andris Vaņins      | FK Ventspils          |
| DEF          | Jean-Paul Ndeki    | FK Ventspils          |
| VOL          | Vitālijs Astafjevs | Skonto FC             |
| DEL          | Ģirts Karlsons     | FK Liepājas Metalurgs |
| Joven Sub-21 | Aleksandrs Cauņa   | Skonto FC             |